# Euxoa intracta
Euxoa intracta är en fjärilsart som beskrevs av Walker 1856. Euxoa intracta ingår i släktet Euxoa och familjen nattflyn. Inga underarter finns listade i Catalogue of Life.